# Federația Română de Karate Kyokushin
Federația Română de Karate Kyokushin (FRKK) este o structură sportivă de interes național ce desfășoară, organizează și promovează activitatea de karate Kyokushin din România. 
Înființată în anul 1990, este membră a Comitetului Olimpic Român (COSR).

## Vezi și
- Sportul în România